# Cyclocross-Weltmeisterschaften 1975
Die Cyclocross-Weltmeisterschaften 1975 wurden am 26. Januar im schweizerischen Melchnau ausgetragen.

## Ergebnisse

### Profis
| Platz | Land    | Sportler           |
| ----- | ------- | ------------------ |
| 1     | Belgien | Roger De Vlaeminck |
| 2     | Schweiz | Albert Zweifel     |
| 3     | Schweiz | Peter Frischknecht |

### Amateure
| Platz | Land        | Sportler           |
| ----- | ----------- | ------------------ |
| 1     | Belgien     | Robert Vermeire    |
| 2     | Deutschland | Klaus-Peter Thaler |
| 3     | Niederlande | Gerrit Scheffer    |